# Julius Kunkler
Gottfried Julius Kunkler (* 10. Mai 1845 in St. Gallen; † 13. Juli 1923 in Rorschach) war ein Schweizer Architekt und Maler.

## Leben

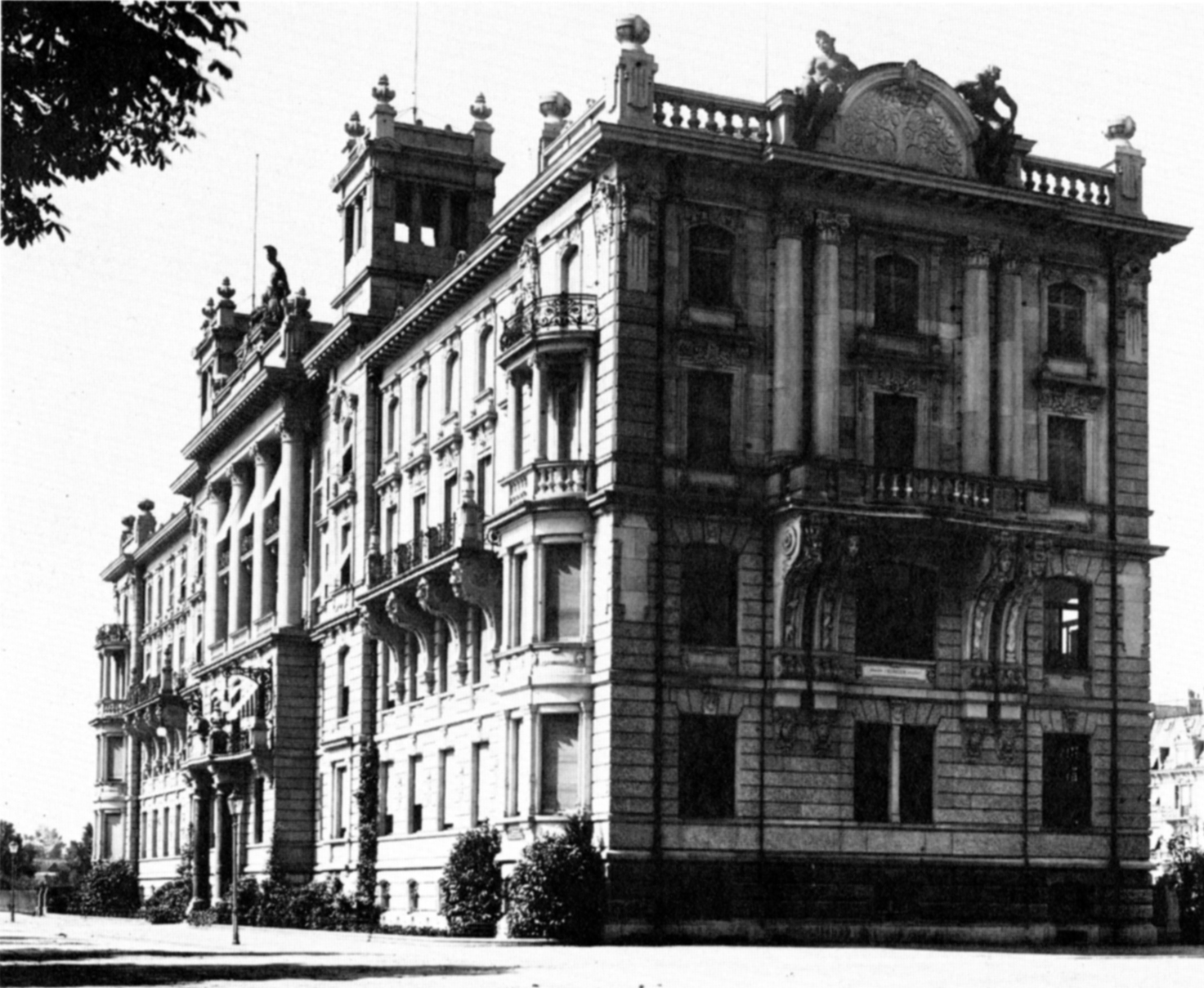
Verwaltungsgebäude der Unfallversicherungs-Gesellschaft «Zürich», 1905

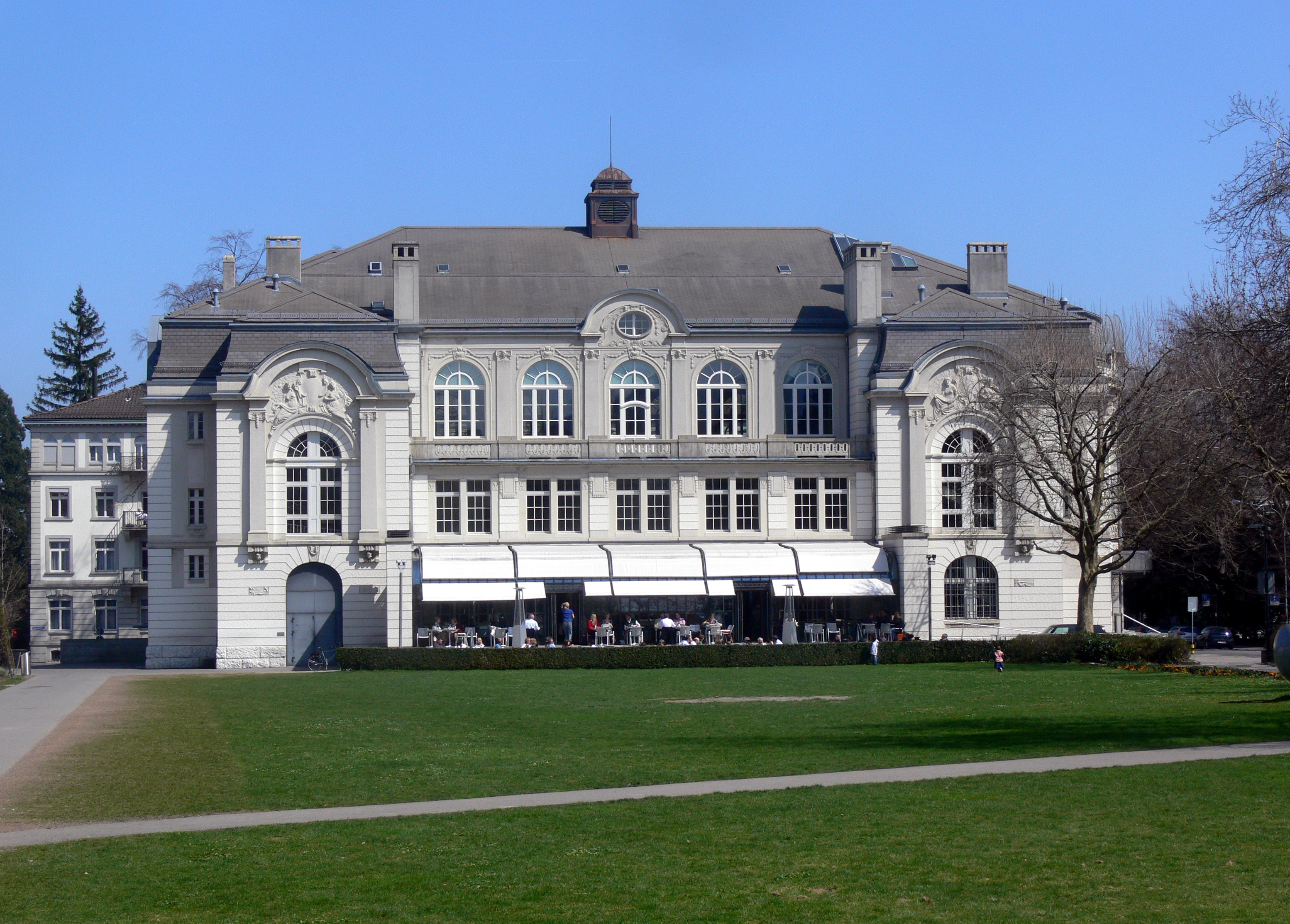
Tonhalle St. Gallen, 1906–1909

Der Sohn von Johann Christoph Kunkler studierte von 1863 bis 1865 am Eidgenössischen Polytechnikum Zürich bei Gottfried Semper. Anschliessend war er Mitarbeiter von Léo Châtelain in Neuenburg, bevor er sein Studium an der Technischen Hochschule Stuttgart abschloss. Ab 1870 war er als Architekt in Wien, Stuttgart, Heilbronn, München und Prag tätig. In Prag wurde er Mitglied beim Corps Austria, verlor aber nach seiner Rückkehr in die Schweiz den Kontakt zu dieser Korporation. 1884 kehrte er nach St. Gallen zurück. Von 1893 bis 1915 lebte er in Zürich.
Ab 1909 widmete Kunkler sich vor allem der Malerei und schrieb sich noch 1915 an der Königlichen Akademie der Bildenden Künste in München ein. Ab 1918 lebte er in Heiden und Rorschach, wo eine Reihe von Porträts und Landschaftsbildern entstanden.

## Architektonisches Werk
1876–78 entstand nach den Plänen von Vater und Sohn das klassizistische Helvetiagebäude am Helvetiaplatz (1977 abgebrochen, heute steht dort die Kantonalbank). 1885–87 baute Kunkler mit dem nach Wettbewerb gleichrangierten Wilhelm Dürler (1849–1894) das Schulgebäude Talhof als repräsentativen, schlossartigen Sichtbacksteinbau. 1885 erweiterte Kunkler in Olten das Verwaltungsgebäude mit angegliedertem Konzertsaal um das Amthaus (heute Gerichtsgebäude). 1887 gewann er im Wettbewerb für die Tonhalle Zürich den zweiten Preis. Sein meistbeachtetes Bauwerk in Zürich ist das 1899–1901 errichtete Verwaltungsgebäude der Unfallversicherungs-Gesellschaft Zürich am Mythenquai (heute Zurich Versicherungen). Bedeutend ist die Tonhalle St. Gallen, die er 1906–09 mit Robert Maillart als Ingenieur errichtete. Auch die 1907 entstandene Kantonsbibliothek ist sein Werk. Daneben war er während seiner ganzen Laufbahn ein gefragter Villenarchitekt, so entwarf er beispielsweise die Villa Luck an der Kurhausstrasse in Zürich.